# Jacob Stalpert
Jacob Stalpert (? – Sint Eustatius, 3 november 1720) was in de periode 1719-1720 commandeur van St. Eustatius. 

## Biografie
Stalpert - zijn achternaam wordt ook wel gespeld als Stalperts - trouwde in 1715 in Vlissingen met Sara de Klerck. Volgens de akte was hij "varent man". Hij kreeg met haar twee dochters. De oudste werd in mei 1716 gedoopt in Vlissingen; zij overleed in juli 1717 in Amsterdam. De jongste werd in september 1717 in Amsterdam gedoopt. Ruim een maand later werd in Amsterdam een voogdijakte voor zijn vrouw opgesteld. In de akte wordt ook zijn broer Jan Stalpert genoemd. Uit twee machtigingen uit dezelfde periode blijkt dat Jacob Stalpert op het punt stond te vertrekken naar Suriname, als passagier op het schip De juffr. Margareta van kapitein Jan Neijman.
Stalpert werd tot commandeur benoemd op voordracht van de Kamer Zeeland van de WIC. Hij arriveerde op 17 november 1719 op St. Eustatius, waar hij een grote armoede aantrof. Eind februari 1720 ging hij naar Saba, waar hij Charles Simonsz als nieuwe vice-commandeur aanstelde. Een maand later stelde hij op Sint Maarten Jan de Windt als vice-commandeur aan. Stalpert overleed op Sint-Eustatius op 3 november 1720, onder onbekende omstandigheden.

## Na zijn dood
Na zijn dood ontstonden er ongeregeldheden onder de bevolking. Verschillende personen, onder wie zijn broer Jan Stalpert en Johan Heyliger, kapitein der burgerij, dongen naar de opengevallen functie. Heyliger liet per proclamatie bekend maken dat hij tot nader order commandeur was, maar de anderen erkenden zijn gezag niet. Uiteindelijk werd Jacob Stevens benoemd tot de nieuwe commandeur; Jan Stalpert werd vice-commandeur.